# 아이를 위한 나라는 있다
《아이를 위한 나라는 있다》는 2019년 7월 6일부터 2019년 11월 9일까지 방송된 예능 프로그램이다.

## 기획 의도
피치 못할 사정으로 인해 아이의 양육을 책임질 수 없는 부모들을 대신하여 양육 도우미들이 자발적으로 육아 전쟁을 겪어보면서 대한민국 아이 돌봄의 현주소를 속속들이 재조명해보고 돌봄 대란 실태보고서를 현실성 있게 공론화하는 프로그램.

## 시청률
| 회차 | 방송일    | AGB 시청률     |
| 회차 | 방송일    | 대한민국(전국) |
| ---- | --------- | -------------- |
| 1회  | 7월 6일   | 2.8%           |
| 1회  | 7월 6일   | 2.1%           |
| 2회  | 7월 13일  | 2.4%           |
| 2회  | 7월 13일  | 미집계         |
| 3회  | 7월 20일  | 3.0%           |
| 3회  | 7월 20일  | 2.2%           |
| 4회  | 7월 27일  | 2.8%           |
| 4회  | 7월 27일  | 2.4%           |
| 5회  | 8월 10일  | 3.1%           |
| 5회  | 8월 10일  | 3.5%           |
| 6회  | 8월 17일  | 2.2%           |
| 6회  | 8월 17일  | 2.1%           |
| 7회  | 8월 24일  | 2.2%           |
| 7회  | 8월 24일  | 2.7%           |
| 8회  | 8월 31일  | 1.7%           |
| 8회  | 8월 31일  | 미집계         |
| 9회  | 9월 7일   | 1.9%           |
| 9회  | 9월 7일   | 미집계         |
| 10회 | 9월 14일  | 1.5%           |
| 10회 | 9월 14일  | 미집계         |
| 11회 | 9월 21일  | 1.7%           |
| 11회 | 9월 21일  | 1.3%           |
| 12회 | 9월 28일  | 1.4%           |
| 12회 | 9월 28일  | 1.4%           |
| 13회 | 10월 5일  | 1.5%           |
| 13회 | 10월 5일  | 1.3%           |
| 14회 | 10월 12일 | 1.6%           |
| 14회 | 10월 12일 | 1.1%           |
| 15회 | 10월 19일 | 2.2%           |
| 15회 | 10월 19일 | 1.5%           |
| 16회 | 10월 26일 | 미집계         |
| 16회 | 10월 26일 | 1.5%           |
| 17회 | 11월 2일  | 2.3%           |
| 17회 | 11월 2일  | 2.3%           |
| 18회 | 11월 9일  | 1.9%           |
| 18회 | 11월 9일  | 1.3%           |

## 동일 소재 프로그램
- 슈퍼맨이 돌아왔다(KBS 2TV)
- 편애중계(MBC TV)
- 집사부일체, 집사부일체 시즌2, 리틀 포레스트(SBS TV)
- 천기누설(MBN)
- 정치인싸(MBC 표준FM)

## 결방 및 편성 변경 안내
2019년
- 8월 3일 : 2020 도쿄 하계 올림픽 여자배구 예선 중계방송으로 인한 결방.
- 10월 26일 : KBS 스포츠 2019년 KBO 리그 한국시리즈 4차전 두산 베어스 VS 키움 히어로즈 중계방송으로 인한 밤 11시 50분에 지연 방송.